# Mani (danza de combate)
El baile de maní, juego de maní o bambosá es una danza folclórica que se aproxima a un arte marcial desarrollada en el siglo XIX entre los esclavos de las plantaciones azucareras de la isla de Cuba, y que fue muy practicado, la mayoría de las veces de manera clandestina, en el centro y occidente del país, siendo famosos en Trinidad y Marianao hasta inicios del siglo XX.
Martínez  Moles lo define como: "Baile de  negros africanos  que consiste en contorsiones, simulando   pegarle al que uno tiene más cerca; pero haciéndoselo al que se encuentra más lejos y descuidado."
En el libro "Los bailes y el teatro de los negros en el folclor de Cuba", el etnólogo cubano Fernando Ortiz nos describe este baile original. Según su definición:  "El  juego de  maní  consiste fundamentalmente en un pugilato, durante el  cual  un  jugador  que está bailando trata de abatir con un fuerte  golpe a puño cerrado  a uno de los varios participantes que están a la defensiva, formando un coro a su alrededor."
Según Fernando Ortiz, el Maní se jugaba siempre de día y sobre lo que llamaban "tierra muerta".
Existían además varias formas de jugarlo:
- Maní limpio: cuando peleaban sin ningún tipo de indumentaria, ni guantes ni petos, solo al pecho descubierto.
- Maní con grasa: se engrasaban el tronco, los brazos y la cabeza con manteca de corojo,[4] lo que impedía que los golpes fuesen más contundentes.
- Maní con muñequeras: Cuando se forraban la muñecas y los antebrazos con sendos brazaletes de pellejo de buey, que en ocasiones eran reforzados con cabezas de clavos y púas de acero, o piedras escondidas en su interior, además de todo tipo de brujería que los púgiles creían tan eficientes para dar un certero golpe al contrario. Es estos tipos de bailes los golpes eran más peligrosos y podía haber hasta muertos.[5]

Su actividad estaba destinada sólo para hombres, similar a la capoeira. Los jugadores o bailadores realizaban un corro alrededor del púgil que debía sorprender a alguno de ellos, golpeándolos y sacándolos del círculo que cada vez se estrechaba más. Por su parte si el púgil fracasaba en su intento, pasaba al puesto de aquel que intentó derribar y este a su vez pasaba al centro. Era importante el uso de los tambores que armonizaban con los golpes dados en el juego y con los cantos improvisados de los púgiles y demás participantes del corro, así como los coros que repetían la parte final de los cantos, generalmente alardosos y exhortadores de la hombría en un machismo criollo venerador de la valentía y la temeridad necesaria para este tipo de baile. 